# Ugli
Een ugli is een kruising van een grapefruit (Citrus × paradisi) en een mandarijn (Citrus reticulata), tevens de vrucht daarvan, die eruitziet als een grapefruit met een zeer bobbelige, onregelmatige, geelgroene of geelbruine dikke schil die tamelijk los om het vruchtvlees zit en gemakkelijk te pellen is. Ze is zoet van smaak, sappig en eenvoudig te eten aangezien de vrucht uiteenvalt in kleine partjes die vrijwel pitloos zijn.
In Jamaica, waar de ugli gekweekt wordt, wordt de naam uitgesproken als "oe-glie", maar Engelstaligen spreken de naam uit als "ugly" (lelijk).
Ugli-vruchten zijn verkrijgbaar van december tot en met april.
... · 
C. aurantifolia (limoen) · 
C. aurantium (zure sinaasappel) · 
Citrus aurantium subsp. currassuviencis (laraha) · 
C. bergamia (bergamot) · 
C. ×clementina (clementine) · 
C. hystrix (papeda) · 
C. japonica (Chinese kumquat) · 
C. ×junos (yuzu) · 
C. kinokuni (cherry orange) · 
C. limon (citroen) · 
C. maxima (pompelmoes) · 
C. maxima × paradisi (pomelo) · 
C. medica (sukadeboom) · 
C. ×microcarpa (calamondin) · 
C. ×natsudaidai (amanatsu) · 
C. ×paradisi (grapefruit) · 
C. reshni · 
C. reticulata (mandarijn) · 
C. reticulata × paradisi (ugli) · 
C. reticulata 'Satsuma' (satsuma) · 
C. sinensis (sinaasappel) · 
C. sinensis 'Cara cara' (cara cara) · 
C. ×tangelo (tangelo) · 
...